# František Schäfer
František Schäfer (3. dubna 1905, Břeclav – 29. července 1966, Brno) byl český klavírista, hudební skladatel a hudební pedagog.

## Život
Pocházel z hudební rodiny. Jeho otec, František Schäfer (1875–1962), byl profesorem hudby na učitelských ústavech v Příboře a v Brně. Svého syna vyučoval hře na klavír od tří let až do jeho vstupu na konzervatoř.
Nejprve studoval na reálném gymnáziu v Příboře, ale již v době gymnaziálních studií byl mimořádným posluchačem dirigentského a klavírního oddělení brněnské konzervatoře. Na klavír byl nejprve žákem Ludmily Tučkové a po maturitě na gymnáziu se stal žákem Jaroslava Kvapila. Absolvoval již v roce 1925 a následující dva roky studoval na mistrovské škole v Praze u Viléma Kurze.
Vojenskou službu absolvoval v Místku, Opavě a v Brně-Židenicích, ale po roce byl z armády propuštěn a nastoupil jako učitel hry na klavír na hudební školu v Moravských Budějovicích. V roce 1929 se stal korepetitorem a učitelem obligátního klavíru na brněnské konzervatoři. Byl rovněž korepetitorem Zemského divadla a studoval hudební vědu na Filozofické fakultě Masarykovy univerzity. V roce 1935 byl na konzervatoři jmenován řádným profesorem klavíru a působil zde až do své smrti. V letech 1946–1949 učil rovněž na Janáčkově akademii múzických umění, ale z politických důvodů musel toto místo opustit. Nicméně v roce 1958 se na Akademii vrátil. Během svého působení na obou školách vychoval Schäfer řadu významných českých umělců.
Jako skladatel se věnoval převážně svému hlavnímu nástroji, klavíru, ale psal i hudbu komorní a symfonickou. Jako klavírista byl oceňován pro svou vytříbenou techniku a smysl pro slohovou čistotu. Jeho repertoár zahrnoval hudbu od baroka po hudbu 20. století.

## Dílo

### Klavír
- 16 etud op. 16 (1937)
- 10 preludií op. 8 (1938)
- Furiant op. 11 (1939)
- Romantica op. 12 (1939)
- 3 sonatiny pro mládež op. 6/1 (1940)
- 3 sonatiny pro dospívající mládež op. 6/2 (1940)
- 5 klavírních studií op. 10 (1940)
- 3 koncertní sonatiny op. 14 (1940)
- Sonáta c moll op. 15 (čtyřvětá, 1942)
- Koncertní fantazie na ruské národní písně op. 19 (1945)
- 10 minutových etud op. 23 (1950)

### Orchestrální skladby
- Koncertní Allegro pro klavír a orchestr op. 4 (1938)
- Rapsodie Radhošť pro klavír a orchestr op. 17 (1943)
- Koncert pro klarinet a orchestr op. 13 (1944)
- Koncert pro flétnu a orchestr op. 21 (1949)
- Fantasie pro violoncello a orchestr op. 20 (1949)
- Koncert pro pozoun a orchestr op. 22 (1955)
- Koncert pro lesní roh a orchestr op. 24 (1956)

### Komorní skladby
- Klavírní trio (1925, absolventská práce)
- Smyčcový kvartet op.1 (1933)
- Preludia a fugy op. 18 (varhany, 1945)
- Ave Maria (zpěv a varhany, 1947)